# Mexytocerus enigmaticus
Mexytocerus enigmaticus är en fjärilsart som beskrevs av Pierre E.L. Viette 1989. Mexytocerus enigmaticus ingår i släktet Mexytocerus och familjen Lecithoceridae. Inga underarter finns listade i Catalogue of Life.